# Pristimantis bacchus
Pristimantis bacchus es una especie de rana de la familia Craugastoridae.
Es endémica de Colombia. Su hábitat natural incluye montañas tropicales o subtropicales y pastizales. Está amenazada por pérdida de hábitat.